# Frank Bainimarama
Josaia Voreqe Bainimarama (27 april 1954), gewoonlijk Frank Bainimarama genoemd, is een Fijisch politicus. Tussen januari 2007 en december 2022 was hij de premier van Fiji. Hij is tevens de voormalige opperbevelhebber van het leger van Fiji.

## Loopbaan
Bainimarama was, nadat hij door middel van een staatsgreep aan de macht was gekomen, tussen mei en juli 2000 president van Fiji. Op 5 december 2006 pleegde hij opnieuw een staatsgreep, ditmaal tegen premier Laiseina Qarase, voornamelijk omdat Qarase amnestie wilde geven aan voormalige leden van het leger van Fiji die geprobeerd hadden om Bainimarama te vermoorden. Bainimarama maakte bij zijn staatsgreep bekend dat hij voorlopig premier zou zijn en voor één week ook weer president. Pas na een maand kreeg de eveneens afgezette president Ratu Josefa Iloilo zijn baan echter terug, zodat hij een interim-regering kon benoemen. Op 5 januari 2007 werd Bainimarama door president Iloilo benoemd tot interim-premier. Deze status behield hij vervolgens tot na de verkiezingen van 17 september 2014, toen hij met ruime cijfers tot premier werd verkozen.
Bainimarama is lid van de politieke partij FijiFirst, die hij in maart 2014 oprichtte. Bij de verkiezingen van 2018 werd hij als premier met een meerderheid van de stemmen herkozen. Die meerderheid ging vier jaar later, bij de verkiezingen van december 2022, echter verloren. FijiFirst bleef wel de grootste partij, maar Bainimarama slaagde er niet in om een nieuwe regering te vormen. De macht werd vervolgens overgenomen door een coalitieregering onder leiding van oud-premier Sitiveni Rabuka.